# 김흠돌의 난
김흠돌의 난(金欽突의 亂)은 신라에서 681년 소판(蘇判) 김흠돌(金欽突: 미상~681년 9월 25일(음력 8월 8일))이 파진찬(波珍湌) 흥원(興員: 미상~681년 9월 25일(음력 8월 8일)), 대아찬(大阿飡) 진공(眞功: 미상~681년 9월 25일(음력 8월 8일)) 등과 함께 모반을 꾀하다 발각되어 처형된 사건으로 신라(新羅)의 왕권이 전제화되는 과정에서 나타난 중요한 사건이다. 신문왕(神文王)은 이를 계기로 진골(眞骨) 귀족세력을 숙청하고 전제 왕권을 강화했다. 김흠돌(金欽突)은 김유신(金庾信)의 조카이면서, 김유신(金庾信)의 사위이고, 신문왕(神文王)의 장인이었다.